# Коргині
Коргині (пол. Korhynie, Коргинє) — колонія у Польщі, у гміні Ярчів Томашівського повіту Люблінського воєводства.

## Історія
За німецької окупації 1939—1944 років у селі діяла українська школа. У 1943—1944 роках польські шовіністи вбили в селі 13 українців.
6-15 липня 1947 року під час операції «Вісла» польська армія виселила зі села на приєднані до Польщі північно-західні терени 36 українців. У селі залишилося 78 поляків.

## Церква Преображення
Найдавніші відомості про церкву походять з податкового реєстру 1531 р., де зазначено, що «церква руська опущена». Давніше тут була окрема парафія, ліквідована австрійською владою в кінці XVIII ст. при регуляції парафій. У 1822 р. збудовано нову дерев'яну однобанну споруду. З 1875 р. — православна, відремонтована у 1881 р. Відновлювалася 1905 р. Після першої світової війни зачинена, а 24 квітня 1938 р. опечатана і у червні-липні цього ж року розібрана.
Судячи зі збереженої фотографії, це була однобанна тризрубна церква галицького типу, близька до церков в Пріссю, та ін. Складалася з квадратової в плані нави, до якої зі сходу прилягав вужчий прямокутний вівтар з ризницею при північній стіні, а з заходу — прямокутний бабинець з присінком при західній стіні. Над навою здіймався великий світловий восьмерик, завершений восьмибічним наметом, увінчаним цибулястою главкою на вузькій шиї. Ще одна главка була встановлена на гребені двосхилого причілкового даху вівтаря. Такий же двосхилий дах, але без главки, вкривав бабинець.

## Особистості

### Народилися
- Петро Кравченко (нар. 1933) — український художник монументально-декоративного мистецтва, живописець[10].